# Albifimbria verrucaria
Albifímbria verrucária (лат.) — вид несовершенных грибов (телеоморфная стадия неизвестна), относящийся к роду Albifimbria семейства Stachybotryaceae. Типовой вид рода. Ранее включался в состав рода миротециум (Myrothecium).

## Описание
Колонии на картофельно-декстрозном агаре (PDA) на 14-е сутки 4—5 см в диаметре, без выраженного воздушного мицелия, либо с довольно обильным пушистым беловатым до розовато-кремового воздушного мицелия. Реверс колоний розовато-кремовый. Конидиальное спороношение рассеянное, либо формируются бледно-оливковые до чёрных спородохии, иногда приподнятые на стерильной ножке. Гифы гладкостенные, 1,5—3 мкм толщиной. Иногда образуется тонкая строма из неокрашенных клеток 3,5—5 мкм в диаметре. Конидиеносцы многократно разветвлёные. Фиалиды на концах веточек в мутовках по 3—6, образующиеся на разных веточках фиалиды плотно прижатые в больших группах, параллельные, цилиндрические, иногда несколько заострённые на верхушке, 10,5—14,5 × 1,5—2 мкм. Конидии широковеретеновидные, с вееровидным придатком.

## Ареал
Повсеместно распространённый вид, часто выделяемый из почвы, с различных органических субстратов. Иногда встречается в качестве фитопатогена, вызывая пятнистость листьев.

## Значение
Активный целлюлозолитический организм, использующийся для тестирования тканей на противогрибковую устойчивость. Продуцент ряд токсичных веществ, в связи с чем при развитии на корме животных может вызывать отравления. Синтезирует несколько известных противогрибковых антибиотиков.

## Таксономия
Albifimbria verrucaria (Alb. & Schwein.) L.Lombard & Crous, Persoonia 36: 177 (2016). — Peziza verrucaria Alb. & Schwein.basionym, Consp. fung.: 340 (1805). — Myrothecium verrucaria (Alb. & Schwein.) Ditmar, in J. W. Sturm, Deutschl. Fl., 3 Abt. (Pilze Deutschl.) 1(1): 7 (1813) : Fr., Syst. Mycol. 3: 217 (1821).
- Gliocladium fimbriatum J.C.Gilman & E.V.Abbott, 1927
- Metarhizium glutinosum S.A.Pope, 1944
- Myrothecium verrucaria (Alb. & Schwein.) Ditmar, 1813
- Peziza verrucaria Alb. & Schwein., 1805